# Beate Finckh
Beate Finckh, née le 22 avril 1960, est une actrice de cinéma et de télévision allemande.

## Biographie
Fille d’un couple d’enseignants, Beate Finckh grandit à Berlin, Hambourg et Friedrichstadt, et fait ses débuts comme actrice, à l’âge de quinze ans, dans l’adaptation télévisée de la nouvelle Hans und Heinz Kirch de Theodor Storm, filmé à Friedrichstadt.
Après avoir obtenu son diplôme d’études secondaires, elle fréquente la Hochschule für Musik und Theater à Hambourg[réf. souhaitée].
En 1979, elle fait également ses débuts au théâtre dans le rôle de Jim dans Robinson soll nicht sterben de Friedrich Forster au Deutsches Schauspielhaus. Après avoir terminé sa formation, elle reçoit son premier engagement au Stadttheater Kiel en 1981/82.
Elle a eu son premier rôle cinématographique dans Desperado City de Vadim Glowna, où elle joue le rôle de la fille Liane, qui veut désespérément échapper au milieu monotone de la classe ouvrière de son environnement. Elle est également apparue dans d’autres films en tant qu’adolescente rebelle.
Beate Finckh s’est fait connaître d’un public plus large, grâce à ses rôles dans la série policière Derrick, Tatort et d’autres séries télévisées,.

## Filmographie partielle

### Cinéma
- 1981 : Desperado City de Vadim Glowna : Liane[6]
- 1981 : Der Tod in der Waschstraße : Jutta[7]
- 1984 : Treffer : Mira[8]
- 1984 : Ich oder du : Christina[9]
- 1984 : Parker de Jim Goddard (en)
- 1985 : Big Mäc : Max Brugger[10]
- 1986 : Richard et Cosima de Peter Patzak : Elisabeth Nietzsche[11]
- 1994 : Rotwang muß weg! : Roswitha Meier-Krull, terroriste de la RAF[12]
- 1998 : Cours, Lola, cours de Tom Tykwer : La caissière du Casino[13]
- 2000 : Dreamgate : Maike Petersen[14]

### Télévision
- 1975 : Hans und Heinz Kirch : Wieb enfant[15]
- 1981 : Tatort (épisode Slalom) : Gabi, collègue de Lanninger[16]
- 1983 : Gestern bei Müllers : Barbara[17]
- 1984 : Le Renard (épisode Die Tote im Schloßpark) : Yvonne[18]

- 1984 : Derrick (épisode Enquête parallèle) : Sabine Reis[19]
- 1985 : Derrick (épisode Une famille unie) : Anna Bohl[20]
- 1986 : Le Renard (épisode Der Mord auf Zimmer 49) : Petra Mock[21]

- 1986 : Tatort (épisode Leiche im Keller) : Angelika Winter[22]
- 1986 : Jokehnen : Ilse Aschmoneit[23]
- 1986 : Un cas pour deux (épisode T.O.D.) : Therese Dorn[24]
- 1988 : Derrick (épisode Double enquête) : Karla Wege[25]
- 1988 : Derrick (épisode Y compris le meurtre) : Ria[26]
- 1994 : Tatort (épisode Laura mein Engel) : Marie[27]